# Segelfluggelände Dehausen

i7
i11
i13
Das Segelfluggelände Dehausen liegt im Ortsteil Dehausen von Diemelstadt im Landkreis Waldeck-Frankenberg in Hessen, etwa 3 km südöstlich des Zentrums von Diemelstadt.

## Flugbetrieb
Das Segelfluggelände ist mit einer 670 m langen und 45 m breiten Start- und Landebahn aus Gras (Richtung 16/34) ausgestattet. Es besitzt eine Betriebszulassung für Segelflugzeuge, Motorsegler, Ultraleichtflugzeuge und Flugzeuge mit einer höchstzulässigen Abflugmasse bis 2000 kg, soweit sie bestimmungsgemäß zum Schleppen von Segelflugzeugen eingesetzt werden. Als Startarten sind Flugzeugschleppstart und Windenstart zugelassen. Der Halter und Betreiber des Segelfluggeländes ist der Kreisluftsportverband Waldeck e. V.